# 小行星7640
小行星7640（英語：7640 Marzari）是一颗围绕太阳公转的小行星。1985年8月14日，愛德華·鮑威爾在可可尼诺县发现了此天体。
这颗小行星的绝对星等为143.5042605783545等。